# Димитър Пенджерков
Димитър Наумов Пенджерков е български общественик, деец на Македонската емиграция в България.

## Биография
Димитър Пенджерков е роден в македонския град Битоля, тогава в Османската империя. Баща му Наум Пенджерков е виден български общественик в Битоля, кум на Тома Николов.
При избухването на Балканската война в 1912 година е доброволец в Македоно-одринското опълчение в четата на войводата Алексо Стефанов и 4-та рота на 6-та охридска дружина.
През Първата световна война е подпоручик в Първи конен полк.
Емигрира в свободна България. Участва като делегат от Битолското благотворително братство в обединителния конгрес на Македонската федеративна организация и Съюза на македонските емигрантски организации от януари 1923 година.
През 20-те и 30-те години на XX век е в ръководството на Битолското благотворително братство.